# Songs of Praise (album de The Adicts)
Songs of Praise est le premier album studio du groupe punk The Adicts, publié en 1981.

## Historique
L'album est publié en 1981, sur Dwed Wecords,. Il a été réédité par Fall Out Records. Une réédition CD de 1993 par Cleopatra Records comprenait deux titres bonus de l'EP Bar Room Bop . En 2008, l'album a été réenregistré par le groupe et publié sous le nom de « 25th Anniversary Edition »,.

## Accueil critique
L'Encyclopédie de la musique populaire a qualifié l'album de « quelque chose comme un classique culte dans les cercles de collectionneurs de disques punk ».
L'album reçoit les notes suivantes :
- 4 sur 5 chez Nightfall[9] ;
- 6 sur 6 chez Guts of Darkness[10].

## Liste des pistes
Toutes les chansons sont écrites par Keith Warren et Pete Davison.
1. "England"
2. "Hurt"
3. "Just Like Me"
4. "Tango"
5. "Telepathic People"
6. "Mary Whitehouse"
7. "Distortion"
8. "Get Adicted"
9. "Viva la Revolution"
10. "Calling Calling"
11. "In the Background"
12. "Dynasty"
13. "Peculiar Music"
14. "Numbers"
15. "Sensitive"
16. "Songs of Praise"

### Bonus de Cléopâtre 1993
1. "Sound of Music"
2. "Who Spilt My Beer?"

## Personnel

### The Adicts
- Monkey - chant
- Pete Dee - guitare
- Mel Ellis - basse
- Kid Dee – batterie

## Historique des versions
| Region | Date | Label                   | Format | Catalog     | Notes                                                                                        |
| ------ | ---- | ----------------------- | ------ | ----------- | -------------------------------------------------------------------------------------------- |
| UK     | 1981 | Dwed Wecords            | LP     | SMT-008     |                                                                                              |
| UK     | 1981 | Fall Out Records        | LP     | FALL LP 006 |                                                                                              |
| UK     | 1993 | Fall Out Records        | CD     | FALL CD 006 |                                                                                              |
| US     | 1993 | Cleopatra Records       | CD     | CLEO 2481-2 | With two bonus tracks                                                                        |
| Europe | 2008 | People Like You Records | CD/LP  | Prison 161  |                                                                                              |
| Europe | 2008 | People Like You Records | CD/LP  | Prison 162  | 25th Anniversary Edition (re-recorded)                                                       |
| Europe | 2008 | People Like You Records | CD     | Prison 163  | Ultimate Edition, with original and 25th Anniversary Edition versions of the album and a DVD |